# Ranger 4
Ranger 4 – amerykańska sonda księżycowa wysłana w ramach programu Ranger, pierwszy amerykański obiekt kosmiczny, który dotarł do innego ciała niebieskiego. Na 10 minut przed zderzeniem się z Księżycem sonda miała przesłać zdjęcia jego powierzchni na Ziemię. Kapsuła sondy, w której był sejsmometr, miała dokonać twardego lądowania i przesłać wyniki pomiarów. Misja zakończyła się niepowodzeniem, gdyż usterka komputera pokładowego spowodowała, że nie rozłożyły się baterie słoneczne i statek uderzył w niewidoczną z Ziemi stronę Księżyca nie przesyłając żadnych danych.

## Budowa

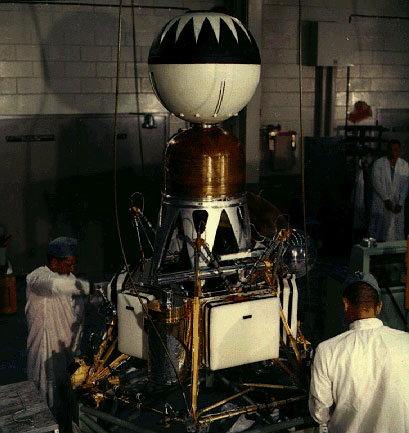
Prace przygotowywacze nad sondą Ranger 4

Ranger 4 należał do drugiej serii sond Ranger, tzw. Block II. Sonda ważyła 331 kg i miała 3,1 m wysokości. Na jej szczycie znajdowała się kula o średnicy 0,65 m, pokryta drewnem balsa, zawierająca sejsmometr i wyposażona w silnik hamujący o ciągu 22,6 kN. Sonda posiadała również własny silnik odrzutowy na paliwo jednoskładnikowe, służący do przeprowadzenia korekty trajektorii w trakcie lotu ku Księżycowi. Sześciokątna podstawa sondy miała 1,5 m średnicy i była pokryta chromem i złotem. Do jej spodu przytwierdzona była paraboliczna antena dużego zysku. Do boków podstawy zamocowano dwa panele ogniw słonecznych o łącznej rozpiętości 5,2 m. Prąd elektryczny generowało 8680 ogniw słonecznych, ładujących akumulatory AgZn (główny i zapasowy) o pojemności 1 kWh i masie 11,5 kg. Kontrolę nad statkiem sprawował prosty komputer pokładowy, programator i system przyjmowania komend radiowych z Ziemi. Położenie statku kontrolowały wykrywacze Słońca i Ziemi, żyroskopy oraz silniczki korekcyjne. System telemetrii składał się z dwóch nadajników pracujących na częstotliwości 960 MHz. Jeden miał moc 3 W, a drugi 50 mW. Korzystały one z anteny dużego zysku i anteny dookolnej. Kontrolę temperatury statku zapewniało białe malowanie fragmentów sondy oraz dobrze odbijające pokrycia ze złota, chromu i srebra.

### Ładunek

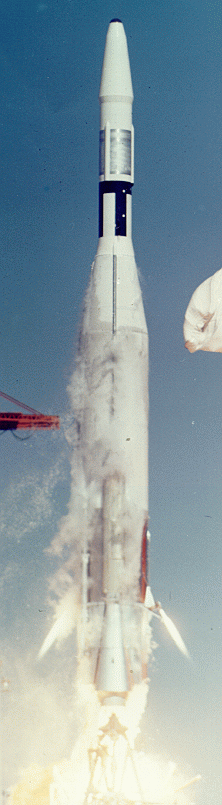
Start rakiety Atlas Agena B z sondą Ranger 4

- Kamera telewizyjna typu widikon – zaprojektowana do wykonania i przekazania zdjęć powierzchni Księżyca z odległości od 4000 do 47 km. Czas ekspozycji powierzchni fotorezystora wynosił 20 ms, co miało zapobiec rozmazaniom obrazu. Operacja skanowania i kasowania systemu elektronicznego widikonu trwała 13 sekund. Skanowanie jednego obrazu trwało 10 sekund. Każda ramka składała się z 200 linii. Szerokość pasma systemu wideo wynosiła około 200 cps. Układ optyczny wykorzystywał, znany z teleskopów astronomicznych, układ Cassegraina. Zwierciadło wtórne kierowało obraz na powierzchnię fotorezystora.
- Detektor promieniowania gamma – identyczny z przyrządem na pokładzie późniejszego Ranger 5. Eksperyment składał się z trzech części: detektora (na wysięgniku o długości 1,83 m), 32 kanałowego analizatora amplitudowego i zasilacza wysokiego napięcia. Detektorem był ukośny kryształ jodku cezu (CsI), o średnicy 7,62 cm, otoczony przez 3,175 mm grubości plastyczny scyntylator. Detektor był połączony z fotopowielaczem. Analizator amplitudowy umożliwiał zmagazynowanie 216 impulsów w każdym kanale. Widma były pozyskiwane w zakresach 0,1–3,0 MeV i 20–600 keV. Kalibrację umożliwiało pokładowe źródło promieniotwórcze. Średnie zmierzone kosmiczne promieniowanie gamma wynosiło 0,27 zliczeń/cm2/s w zakresie 0,5–2,1 MeV, i 0,67 zliczeń/cm2/s powyżej 2,1 MeV. Pomiary te były potwierdzeniem wcześniejszych pomiarów za pomocą balonów i rakiet suborbitalnych. Instrument miał wykonać ok. 60 godzin obserwacji przed uderzeniem w Księżyc. Miał również wykonać pomiary promieniowania międzyplanetarnego i promieniowanie tła dla pomiarów księżycowych. Detektor w pozycji złożonej obserwował niebo przez 12 godzin; resztę czasu działał na wysięgniku. Takie pomiary pozwoliły zmierzyć wpływ samego statku na prowadzone badania.
- Wysokościomierz radarowy – miał zainicjować oddzielenie się kapsuły i wyzwolenie zapłonu jej silnika hamującego (między 19 a 25 km nad powierzchnią) oraz przeprowadzić badania odbijalności fal radarowych przez powierzchnię Srebrnego Globu. Był to standardowy radar impulsowy ze szczytową mocą wyjściową magnetronu między 150 a 400 W. Pracował na częstotliwości 9,4 GHz. Częstość powtarzania impulsów wynosiła 500–600 Hz. Szerokość pasma odbiornika superheterodynowego wynosiła 12–16 mHz, a szum między 11 a 12 dB. Szerokość wiązki anteny wynosiła 4,5°. Wysokościomierz miał być włączony na rozkaz z Ziemi, na wysokości między 198 a 55 km nad powierzchnią Księżyca. Pomiary miały trwać od 9 do 120 sekund.
- Sejsmometr – znajdujący się w kapsule, wraz ze wzmacniaczem, 50 mW nadajnikiem, anteną krzyżową i sześcioma bateriami srebrowo-kadmowymi (mającymi wystarczyć na 30 dni pracy nadajnika). Całość została zaprojektowana do twardego lądowania na powierzchni Księżyca z prędkością 130–160 km/h. Miał za zadanie potwierdzić istnienie, bądź nie, aktywności sejsmicznej na Księżycu, skorupy księżycowej, warstw pyłowych lub zastygłej lawy. Ważący 3,36 kg przyrząd składał się z cewki, magnesu stałego (1,7 kg) zawieszonego na sprężynie, oraz wewnętrznego urządzenia kalibrującego. Aby sejsmometr nie ucierpiał przy lądowaniu i zachował pionową pozycję, wypełniono go ochronnym płynem. Po uderzeniu płyn miał wycieknąć, a wyzwalacz ciśnieniowy miał zapoczątkować działanie instrumentu.

## Przebieg misji
Sonda miała zostać wyniesiona rakietą typu Atlas Agena, wykonać jeden manewr korekty trajektorii w trakcie lotu, a następnie zderzyć się z Księżycem. Na odpowiedniej wysokości oddzielić się miała kapsuła, a odpalenie jej silnika hamującego miało złagodzić uderzenie o powierzchnię.
Misja nie powiodła się z powodu usterki zegara w komputerze sondy. Spowodowało to, że programator nigdy nie wydał polecenia rozłożenia paneli ogniw słonecznych i rozpoczęcia procedury pozycjonowania statku względem Słońca i Ziemi. Urządzenia statku przestały działać około 10 godzin po starcie. Statek śledziła stacja naziemna Goldstone, dzięki małemu nadajnikowi umieszczonemu w kapsule mającej wylądować na Księżycu. Śledzenie trwało do momentu aż sonda zniknęła za widzialną krawędzią Księżyca. Ranger 4 uderzył w powierzchnię Srebrnego Globu z prędkością 9600 km/h w dniu 26 kwietnia 1962, o godzinie 12:49:53 UTC, po 64 godzinach lotu. Punkt upadku określają współrzędne selenograficzne: 229,3°E i 15,5°S.
Człon Agena B, który wyniósł sondę w kierunku Księżyca, wszedł na orbitę okołosłoneczną.

### Sekwencja startu, lotu i zakończenia misji sond typu Ranger Block II

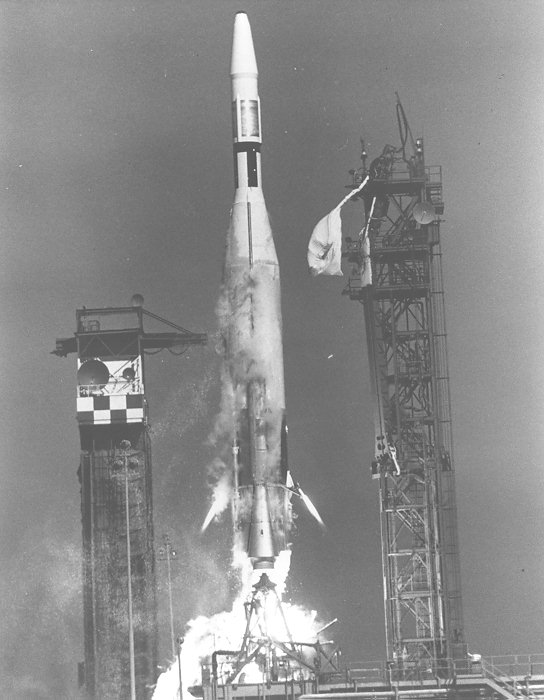
Start
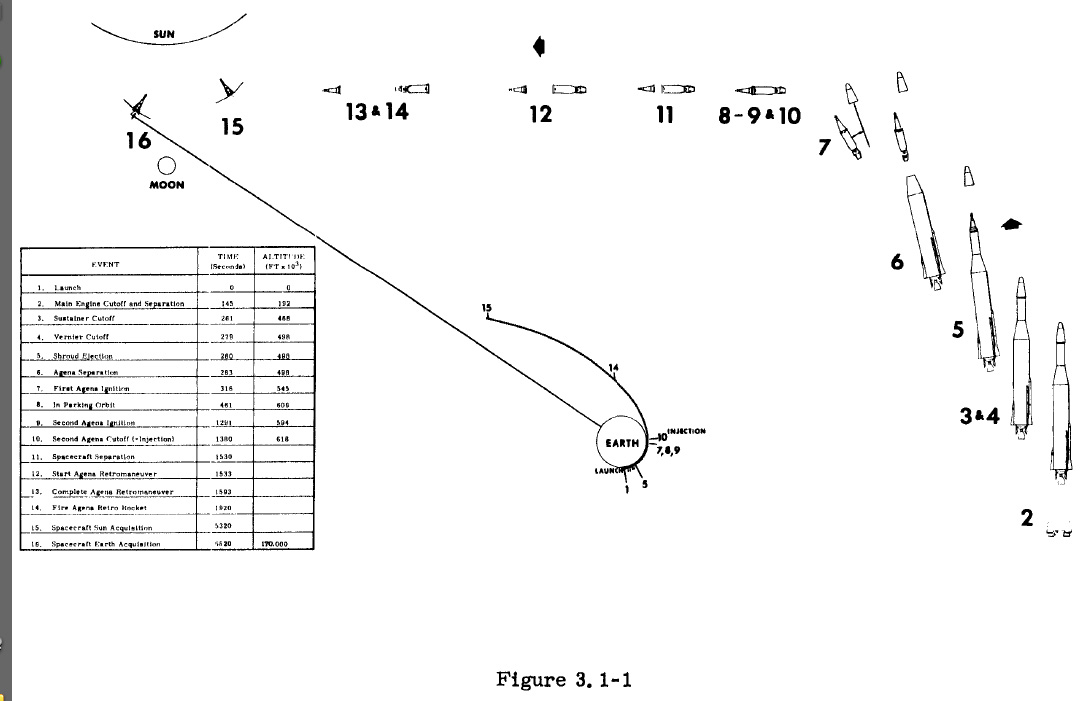
Przebieg sekwencji startu
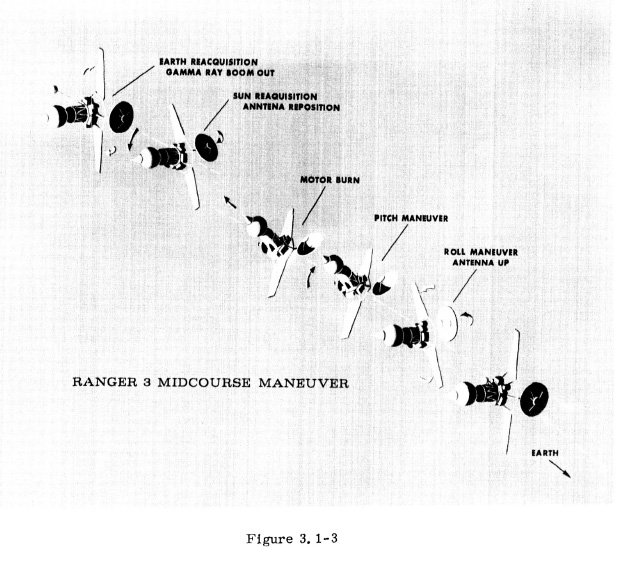
Manewry podczas lotu
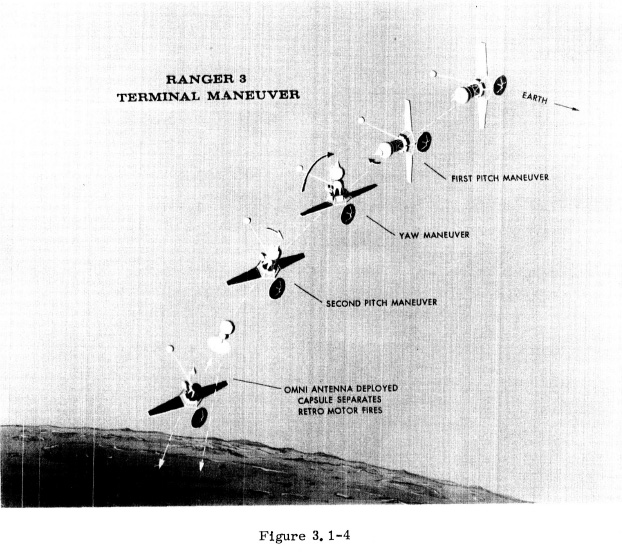
Ostatnia faza misji